# Чулак, Илья Афанасьевич
Илья Афанасьевич Чулак (укр. Ілля Панасович Чулак; 9 сентября 1967, с. Дмитровка, Одесская область, Украинская ССР, СССР) — советский и украинский футболист и тренер.

## Игровая карьера
Воспитанник футбольной школы с. Дмитровка. Выступал в командах второй лиги чемпионата СССР СКА (Одесса), «Тигина-РШВСМ» (Бендеры), «Днепр» (Черкассы) и «Судостроитель» (Николаев). В составе николаевской команды в марте 1992 года провёл три матча в высшей лиге чемпионата Украины. Первый матч — 6.03.1992, «Темп», 1:0.
В 1995 году вернулся в родную Дмитровку, где играл в местной любительской команде «Славия», а также тренировал её. В мае — июне 1996 года провёл 4 матча во второй лиге за «Днестровец» (Белгород-Днестровский).